# Cesare Moncada
Cesare Moncada Pignatelli, principe di Paternò (1541 circa – Paternò, 30 luglio 1571), è stato un nobile e politico italiano del XVI secolo.

## Biografia
Figlio di Francesco, I principe di Paternò, e di Caterina Pignatelli dei conti di Borrello, succedette al padre, morto nel 1566, nei titoli e nei feudi di famiglia, di cui ricevette investitura il 29 marzo 1568. Francesco, ancora in vita, trattò le nozze del futuro Principe Cesare con la cugina Giovanna de Marinis Moncada, figlia di Pietro Ponzio, barone di Favara, e della sorella Stefania, ma incontrò l'ostacolo del Viceré di Sicilia, Juan de la Cerda, duca di Medinaceli, che la diede in sposa ad un Fernando de Silva, cavaliere spagnolo. L'ingerenza del Duca di Medinaceli, sembrerebbe fu dovuta all'ostilità di questi nei confronti dei Moncada e delle loro politiche matrimoniali volte ad incrementare il loro patrimonio feudale.
Nel 1568, sposò a Caltabellotta la nobildonna Aloisia de Luna Vega, figlia di Pietro, duca di Bivona, da cui ebbe i figli Isabella e Francesco. Il matrimonio durò appena tre anni, poiché il 30 luglio 1571, il Principe Cesare moriva improvvisamente a Paternò a soli trent'anni. Alla sua morte, la tutela dei figli - per la quale si era prodigato il fratello Fabrizio - e l'amministrazione degli Stati feudali furono assegnate dalla Regia Gran Corte alla vedova e al Duca di Bivona suo suocero.
Fu capitano d'armi e viceregio vicario a Siracusa e Catania, e capo della Compagnia dei Bianchi di Paternò, da lui stesso fondata. In quest'ultima città, capitale del suo Principato, il Moncada vi aveva fissato dimora e trasferito la propria corte.

## Ascendenza
|                                                |                                              |                                               | Genitori                                          |  |  | Nonni |  |  | Bisnonni                                                |  |  | Trisnonni                                             |  |
|                                                |                                              |                                               |                                                   |  |  |       |  |  | Guglielmo Raimondo Moncada Ventimiglia, conte di Adernò |  |  | Giovanni Tommaso Moncada Sanseverino, conte di Adernò |  |
|                                                |                                              |                                               |                                                   |  |  |       |  |  | Guglielmo Raimondo Moncada Ventimiglia, conte di Adernò |  |  | Giovanni Tommaso Moncada Sanseverino, conte di Adernò |  |
|                                                |                                              | Raimondetta Ventimiglia Chiaramonte           |                                                   |  |  |       |  |  | Guglielmo Raimondo Moncada Ventimiglia, conte di Adernò |  |  |                                                       |  |
| Antonio Moncada, conte di Adernò               |                                              |                                               |                                                   |  |  |       |  |  | Guglielmo Raimondo Moncada Ventimiglia, conte di Adernò |  |  |                                                       |  |
|                                                |                                              | Contissella Moncada Esfar                     | Antonio Moncada d'Aragona, conte di Caltanissetta |  |  |       |  |  |                                                         |  |  |                                                       |  |
|                                                |                                              | Contissella Moncada Esfar                     | Antonio Moncada d'Aragona, conte di Caltanissetta |  |  |       |  |  |                                                         |  |  |                                                       |  |
|                                                |                                              | Contissella Moncada Esfar                     | Stefania di Esfar                                 |  |  |       |  |  |                                                         |  |  |                                                       |  |
| Francesco Moncada de Luna, principe di Paternò |                                              | Contissella Moncada Esfar                     |                                                   |  |  |       |  |  |                                                         |  |  |                                                       |  |
|                                                |                                              | Sigismondo de Luna Cardona, conte di Sclafani | Antonio de Luna Peralta, conte di Caltabellotta   |  |  |       |  |  |                                                         |  |  |                                                       |  |
|                                                |                                              | Sigismondo de Luna Cardona, conte di Sclafani | Antonio de Luna Peralta, conte di Caltabellotta   |  |  |       |  |  |                                                         |  |  |                                                       |  |
|                                                |                                              | Sigismondo de Luna Cardona, conte di Sclafani | Beatrice Cardona                                  |  |  |       |  |  |                                                         |  |  |                                                       |  |
| Eleonora Giovanna de Luna Rosso                |                                              | Sigismondo de Luna Cardona, conte di Sclafani |                                                   |  |  |       |  |  |                                                         |  |  |                                                       |  |
|                                                |                                              | Beatrice Rosso Spatafora                      | Antonio Rosso Spatafora, conte di Sclafani        |  |  |       |  |  |                                                         |  |  |                                                       |  |
|                                                |                                              | Beatrice Rosso Spatafora                      | Antonio Rosso Spatafora, conte di Sclafani        |  |  |       |  |  |                                                         |  |  |                                                       |  |
|                                                |                                              | Beatrice Rosso Spatafora                      | NN Spatafora                                      |  |  |       |  |  |                                                         |  |  |                                                       |  |
| Cesare Moncada Pignatelli, principe di Paternò |                                              | Beatrice Rosso Spatafora                      |                                                   |  |  |       |  |  |                                                         |  |  |                                                       |  |
|                                                | Ettore Pignatelli Alferi, duca di Monteleone | Carlo Pignatelli, signore di Monticello       |                                                   |  |  |       |  |  |                                                         |  |  |                                                       |  |
|                                                | Ettore Pignatelli Alferi, duca di Monteleone | Carlo Pignatelli, signore di Monticello       |                                                   |  |  |       |  |  |                                                         |  |  |                                                       |  |
|                                                | Ettore Pignatelli Alferi, duca di Monteleone | Mariella Alferi                               |                                                   |  |  |       |  |  |                                                         |  |  |                                                       |  |
| Camillo Pignatelli Gesualdo, conte di Borrello | Ettore Pignatelli Alferi, duca di Monteleone |                                               |                                                   |  |  |       |  |  |                                                         |  |  |                                                       |  |
|                                                |                                              | Ippolita Gesualdo di Capua                    | Sansone Gesualdo, conte di Conza                  |  |  |       |  |  |                                                         |  |  |                                                       |  |
|                                                |                                              | Ippolita Gesualdo di Capua                    | Sansone Gesualdo, conte di Conza                  |  |  |       |  |  |                                                         |  |  |                                                       |  |
|                                                |                                              | Ippolita Gesualdo di Capua                    | Costanza di Capua                                 |  |  |       |  |  |                                                         |  |  |                                                       |  |
| Caterina Pignatelli Carafa                     |                                              | Ippolita Gesualdo di Capua                    |                                                   |  |  |       |  |  |                                                         |  |  |                                                       |  |
|                                                |                                              | Berlingieri Carafa Pignatelli                 | Gurrello Carafa, signore di Veriolo               |  |  |       |  |  |                                                         |  |  |                                                       |  |
|                                                |                                              | Berlingieri Carafa Pignatelli                 | Gurrello Carafa, signore di Veriolo               |  |  |       |  |  |                                                         |  |  |                                                       |  |
|                                                |                                              | Berlingieri Carafa Pignatelli                 | Lucrezia Pignatelli                               |  |  |       |  |  |                                                         |  |  |                                                       |  |
| Giulia Carafa Saracena                         |                                              | Berlingieri Carafa Pignatelli                 |                                                   |  |  |       |  |  |                                                         |  |  |                                                       |  |
|                                                |                                              | Camilla Saracena del Tufo, baronessa di Novi  | Michele Saraceno                                  |  |  |       |  |  |                                                         |  |  |                                                       |  |
|                                                |                                              | Camilla Saracena del Tufo, baronessa di Novi  | Michele Saraceno                                  |  |  |       |  |  |                                                         |  |  |                                                       |  |
|                                                |                                              | Camilla Saracena del Tufo, baronessa di Novi  | Ramondetta del Tufo Marra                         |  |  |       |  |  |                                                         |  |  |                                                       |  |
|                                                |                                              | Camilla Saracena del Tufo, baronessa di Novi  |                                                   |  |  |       |  |  |                                                         |  |  |                                                       |  |